# 依他唑酯
依他唑酯（英语：Etazolate，开发代号：SQ-20,009、EHT-0202），也叫乙酰腙吡唑啶，是一种抗焦虑药物，是吡唑并吡啶衍生物，具有独特的药理特性。它作为巴比妥结合位点GABAA受体的正向变构调节剂、A1和A2亚型的腺苷拮抗剂以及对PDE4同工型具有选择性的磷酸二酯酶抑制剂。该药物目前正处于治疗阿尔茨海默病的临床试验中。